# Tokobot
Tokobot ist ein Jump ’n’ Run Spiel für die PlayStation Portable aus dem Jahre 2005. Für die PlayStation 2 kam einige Zeit später eine erweiterte Version unter dem Namen Tokobot Plus: Mysteries of the Karakuri heraus.

## Spielablauf
Die Hauptfigur des Spieles ist Bolt, ein junger Wissenschaftler und Archäologe aus dem Canewood Laboratorium. Auf seiner ersten Forschungsreise entdeckt er einige seltene Karakuri-Roboter, die Tokobots. Mit ihnen ist es möglich, die prähistorischen Ruinen einer längst untergegangenen Kultur zu erforschen. Auf seiner Entdeckungsreise wird er in die bösen Machenschaften von Colonel Fuel, einem ehemaligen Mitarbeiter des Canewood Laboratoriums, gezogen. Nun ist es Bolts Aufgabe, die Welt vor dem drohenden Unheil zu retten. Er findet heraus, dass es einen Ur-Tokobot namens Null gibt, der die Macht hat, die Erddrehung anzuhalten und damit die Welt zu vernichten. Doch als letztendlich auch Fuel dahinterkommt, scheint es bereits zu spät.

## Spielprinzip
Bolt nutzt die Tokobots, um die prähistorischen Ruinen zu erforschen. Dabei können sie sich in drei verschiedenen Formationen um Bolt gruppieren:
- Kreisformation

Die Tokobots umringen Bolt und sind somit für Hüpfpassagen besser geeignet, da sich die einzelnen Roboter auf eine kleinere Fläche konzentrieren. Des Weiteren ist es in dieser Formation möglich, eine Stampfattacke auszuführen, was ein enormer Angriff gegen viele Gegner ist. Weiterhin lassen sich damit bestimmte Schalter betätigen. Im späteren Spielverlauf erlernen sie eine weitere Fähigkeit, wobei sie Bolt auf ihren Händen tragen und in die Luft schleudern können. Dadurch ist es dem Spieler möglich, höhergelegene Gebiete zu erreichen.
- Linienformation

Die Tokobots laufen in einer geraden Linie hinter Bolt her. Durch das Festhalten des Menschen mit den Robotern, bilden sie eine feste Einheit, die sich dafür eignet, entfernt liegende Stellen zu erreichen. Die Tokobots werden dabei in Richtung eines Magneten geschleudert und bleiben daran kleben, was dem Protagonisten ermöglicht, z. B. eine größere Kluft zu überwinden. Im späteren Spielverlauf erlernen die Tokobots die Fähigkeit, sich an Magnetstangen durch die Luft zu schwingen.

- V-Formation

Die Tokobots reihen sich gleichmäßig links und rechts des Spielers auf. Nun ist es möglich, dass sich der Spieler wie ein Kreisel dreht. Eine effektive Waffe gegen viele Gegner oder die einzige Möglichkeit, bestimmte Mechanismen in Bewegung zu setzen. Im späteren Spielverlauf erlernen die Tokobots die Fähigkeit, mithilfe der Rotation über größere Abgründe zu gleiten.

## Rezeption
Laut Metacritic erhielt das Spiel eine durchschnittliche Wertung von 72/100.
GamesRadar kritisierte das sich das Spiel zu sehr wiederhole. RewiredMind findet, dass die erste Mission das einzig gute an dem Spiel sei, während Play Magazine schreibt, dass es „nicht Millionen von Dollar benötigt um ein gutes Videospiel zu machen.“ IGN urteilt, dass das Spiel seine Zeit braucht um einen zu fesseln. Gameswelt findet die Kämpfe holprig, sagt aber das sonst technisch alles funktioniert.